# Oliver Friggieri

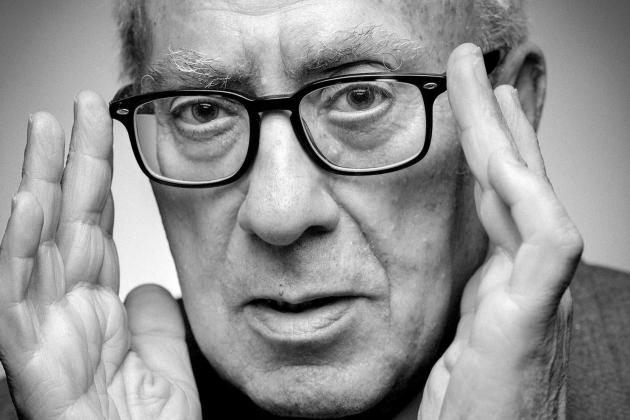
Oliver Friggieri

Oliver Friggieri (* 27. März 1947 in Floriana, Malta; † 21. November 2020) war ein maltesischer Schriftsteller und Hochschullehrer.

## Leben
Friggieri studierte zunächst am bischöflichen Seminar in Malta und dann an der Universität Malta Philosophie, Italienisch und maltesische Literaturwissenschaft. Nach dem Magister-Abschluss 1975 wurde er an der Katholischen Universität Mailand im Fachgebiet Maltesische Literatur promovierte. Ab 1968 war er als Lehrer in maltesischer Sprache und Philosophie tätig.
Oliver Friggieri war seit 1976 Dozent sowie seit 1990 Professor und seit 1988 Direktor des Seminars für Maltesisch an der Universität von Malta.
Er war Mitglied der Association Internationale des Critiques Littéraires in Paris sowie Gründungsmitglied der Academia Internațională Mihai Eminescu im rumänischen Craiova. Ein Großteil seines Werkes von über dreißig eigenen Publikationen ist in mehrere europäische Sprachen übersetzt worden. Friggieri hat diverse internationale Wettbewerbs-Preise gewonnen, darunter den Premio Mediterraneo Internazionale aus Palermo (1988) und den Malta Government Literary Award (1988, 1996, 1997).
Er lebte und arbeitete in Birkirkara auf Malta. Er schrieb auf Maltesisch, Englisch und Italienisch.

## Werke (Auswahl)
Romane
- The Lie. Barbulescu, München 2008
- Fil-Parlament ma Jikbrux Fjuri (1986)
- L-Istramb (1980, übersetzt ins Englische, Slowenische, Serbokroatische)
- Il-Gidba (1977, übersetzt ins Serbokroatische, Rumänische, Englische)

Kurzgeschichten
- Die Kinder bringt das Schiff : Erzählung aus Malta. Kinzelbach Verlag, Mainz 2005
- Das Feuerwerk. Kurzgeschichten aus Malta. 160 S. Kinzelbach Verlag, Mainz 2004 ISBN 3-927069-73-6
- Fil-Gżira Taparsi Jikbru l-Fjuri (1991)
- Stejjer Għal Qabel Jidlam (1986, I und II, übersetzt ins Englische, Italienische, Serbokroatische)

Lyrikbände
- Paul of Malta & other Poems / Paul de Malta si alte poeme. Barbulescu, München 2009
- A poet's creed : selected poems. Barbulescu, München 2006
- Żiffa (Acalmie = Becalmed = Windstille). Barbulescu, München 2005
- Mal-Fanal Hemm Harstek Tixghel (1988)
- Poeziji ta Mha bba (1981, Co-Autor)
- Cross Winds – An Anthology of Post-War Maltese Poetry (1980, Co-Autor)
- Malta – The New Poetry (1971, Co-Autor)
- Dwal fil-Persjani (1971, Co-Autor)

Herausgeberschaft
- Malta: Culture and Identity, Malta 1994 (zusammen mit Henry Frendo)

## Ehrungen und Auszeichnungen (Auswahl)
- Malta Government Literary Award (1988, 1996, 1997)
- Premio Mediterraneo Internazionale, Palermo 1988